# Cristina Calderón
Cristina Calderón (od milja la Abuela; rođena oko 1938-), posljednja Yahganka koja se služi materinskim jezikom. Danas živi u selu La Ukika nedaleko Puerto Williamsa na otoku Isla Navarino, Čile. Sa svojom sestrom Ursulom izdala je knjigu Hai Kur Mamashu Shis, o kulturi i povijesti Yahgana, što je njezina unuka Cristina Zárraga prevela na španjolski (Quiero contarte un cuento), a Jacqueline Windh na engleski jezik (I want to tell you a story)